# Bernard Antenen
Bernard Antenen, né le 3 mai 1936 à Lausanne, est un enseignant et écrivain vaudois.

## Biographie
Après avoir obtenu une licence en lettres et entrepris des études pédagogiques, il enseigne à Varna, Sainte-Croix, Lausanne, Payerne puis au Tessin et à Genève où il vit depuis 1979. 
Auteur de nombreux articles historiques dans différentes revues et d'une nouvelle Popaul, Bernard Antenen publie en 1996 son premier roman, Le manteau du Père Noël (choisi comme "livre de la Fondation Schiller suisse 1997") suivi, en 2005, D'un siècle lointain ou Le regard de Constance. En 2010, toujours aux Éditions L'Âge d'Homme, il publie un recueil de nouvelles ayant pour titre : La piqueuse d'ourites et autres fantasmes. 

## Sources
- « Bernard Antenen », sur la base de données des personnalités vaudoises sur la plateforme « Patrinum » de la Bibliothèque cantonale et universitaire de Lausanne.
- sites et références mentionnés